# Bolstadfjord
Der Bolstadfjord (norwegisch Bolstadfjorden) ist eine etwa 12 km lange Verlängerung und der größte Zufluss des Vikafjords in der norwegischen Provinz (Fylke) Vestland nordöstlich von Bergen. Er verläuft auf dem Gebiet der Kommunen Vaksdal und Voss.
Der bis zu 160 m tiefe Fjord beginnt bei dem Dorf Straume östlich des Bolstadstraumens, einer weniger als 100 m breiten und teilweise nur 1,5 m tiefen Engstelle mit sehr starker Gezeitenströmung, die den Bolstadfjord vom Vikafjord trennt. Der Bolstadstraumen wird von der 1963 eingeweihten, 133 m langen Bolstadstraumen-Brücke mit dem Fylkesvei (Fv) 569 überquert.

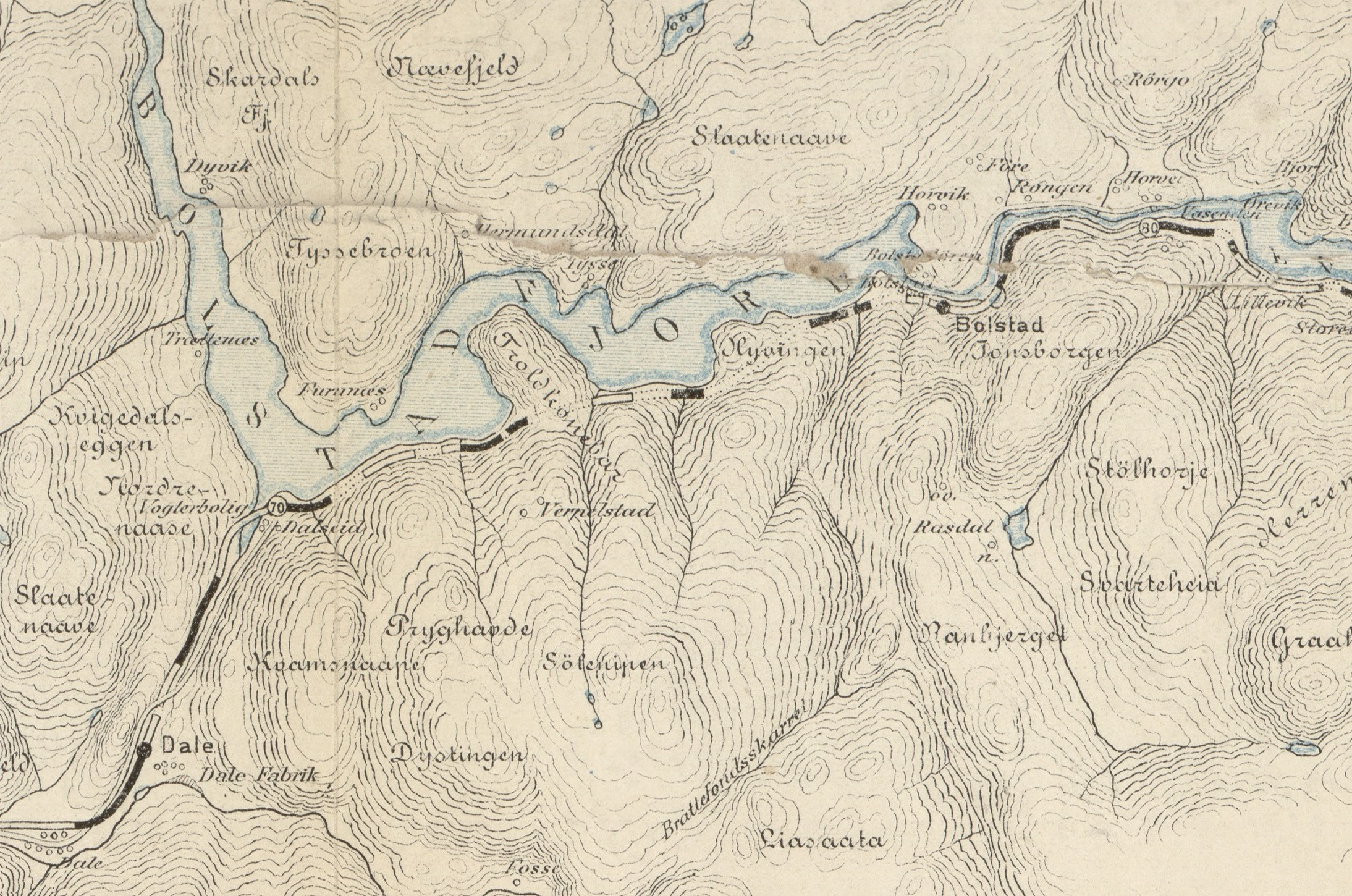
Karte des Bolstadfjords von 1886 mit dem damaligen Verlauf der Vossenbahn mit ihren Tunneln

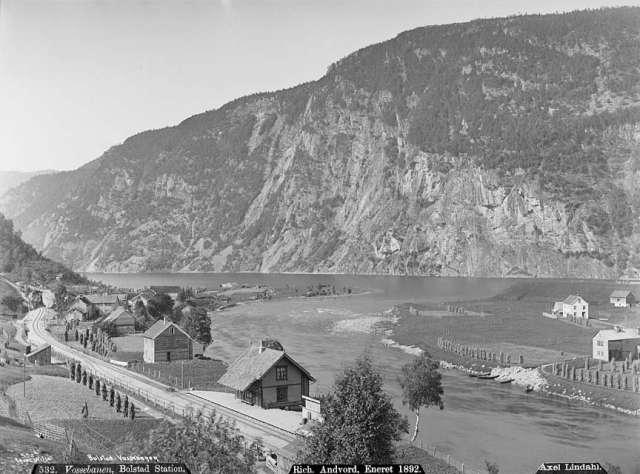
Der Bahnhof Bolstadøyri 1892;
im Vordergrund der Bolstadelva

Der Fjord verläuft von dort etwa 5 km nach Süden bis nach Dalseid, dabei am Westufer begleitet von der Fv 569, die bei Dalseid in die Europastraße 16 (Bergen—Oslo) mündet. Dann biegt der Fjord scharf nach Ostnordosten um, umfließt nach etwa 2 km die am Südufer gelegene Halbinsel Trollkona, wo eine Schwelle mit lediglich 35 m Wassertiefe den Fjord in zwei Becken teilt: das kürzere westliche hat 4,6 km² Oberfläche und ist bis zu 160 m tief, das längere im Osten hat 2,5 km² Oberfläche und eine maximale Wassertiefe von 120 m. Nach der Umrundung von Trollkona wendet sich der Fjord nach Osten und endet nach weiteren 5 km bei dem Ort Bolstadøyri.
Von Dalseid bis Bolstadøyri verläuft die Europastraße 16 entlang seinem Südufer, dabei fünf Tunnel passierend: Dalseidtunnel (1809 m), Trollkonetunnel (734 m), Kluftafjellstunnel (467 m), Hyvingstunnel (1347 m) und Bolstadtunnel (387 m). Diese Tunnel waren ursprünglich für die von Bergen nach Voss führende Vossebanen gebohrt worden, die am 20. Mai 1883 in Betrieb ging. Nach der Verlegung der Bahnstrecke 1987 in den etwa 1 km weiter südlich verlaufenden, 8 km langen Trollkonatunnel wurden die alten Eisenbahntunnel erweitert und ausgebaut, um die 1992 fertiggestellte neue Streckenführung der Europastraße 16 aufzunehmen.
In Bolstadøyri mündet der vom westlich gelegenen See „Evangervatnet“ kommende Unterlauf des Vosso, hier „Bolstadelva“ genannt, in den Fjord. Das Einzugsgebiet des Vosso beträgt fast 1500 km², und das in den Fjord in erheblicher Menge einfließende Süßwasser bleibt mehrheitlich in den oberen Wasserschichten und vermischt sich nur unwesentlich mit den tiefer liegenden Salzwasserschichten. Messungen im Jahre 2006 zeigten, dass die oben liegende Brackwasserschicht im April nur rund 5 Meter und im August 20 Meter dick war. Unterhalb von 50 m Wassertiefe enthielt das Wasser praktisch keinen Sauerstoff mehr.